# Platambus maya
Platambus maya là một loài bọ cánh cứng trong họ Bọ nước. Loài này được Larson miêu tả khoa học năm 2000.